# São João do Campo
Pour les articles homonymes, voir São João.
São João do Campo est une paroisse civile portugaise (en portugais : freguesia) de la municipalité de Coimbra dans le district du même nom.

## Démographie
Lors du recensement de 2021, São João do Campo compte 1 825 habitants. C'est alors la paroisse la moins peuplée de la municipalité de Coimbra.